# Carbonio vitreo

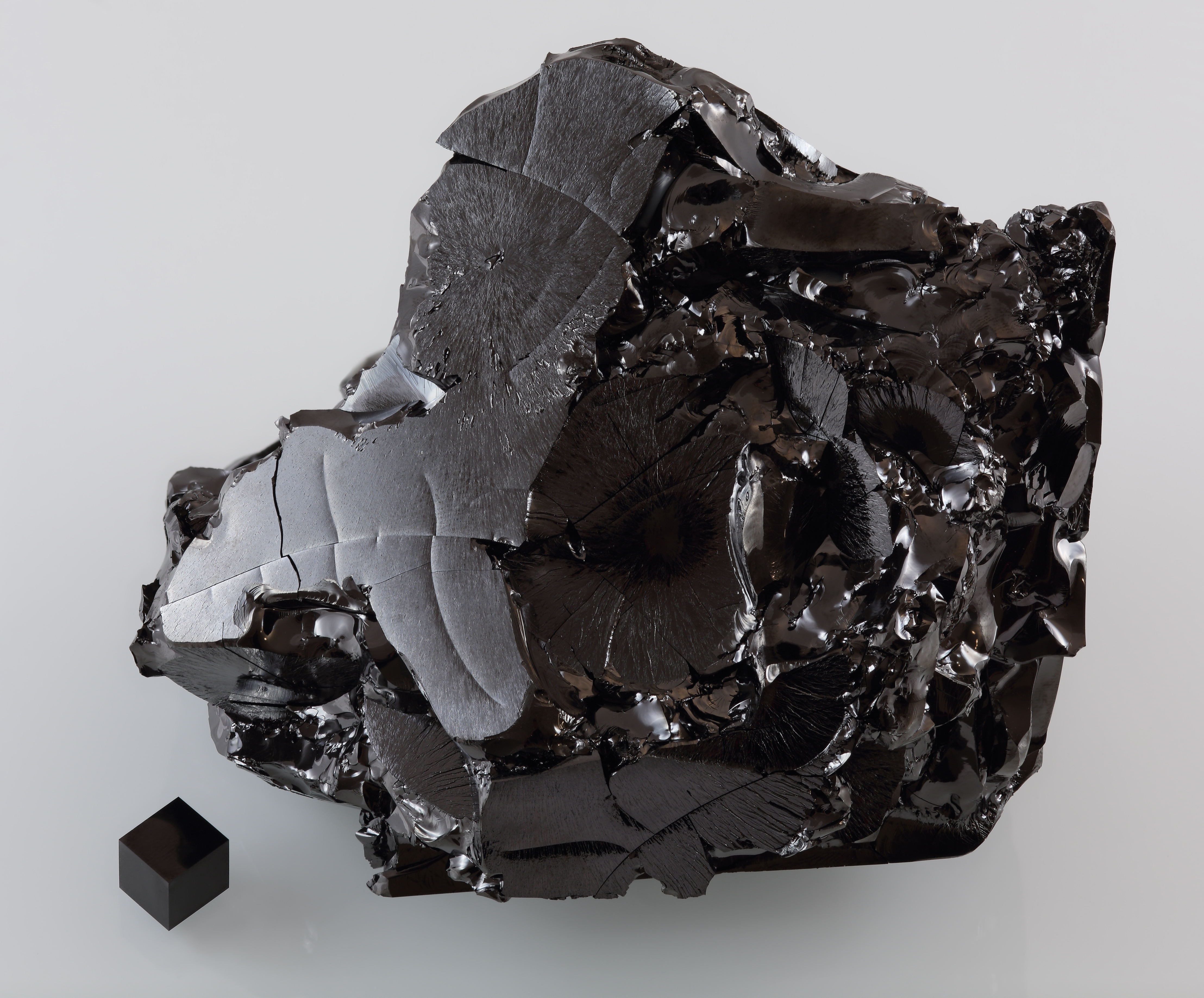
Pezzo di carbonio vitreo messo a confronto con un cubetto di grafite di 1 cm^{3}.

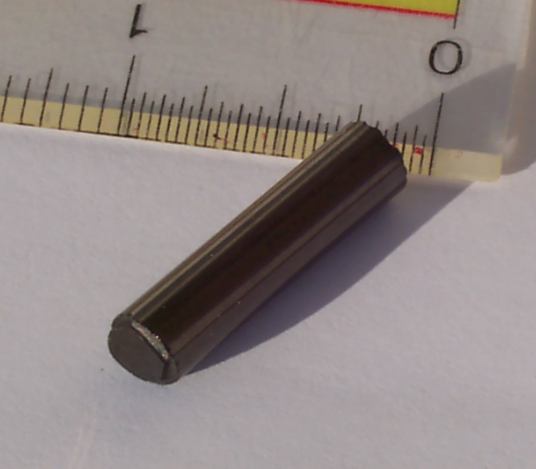
Barretta di carbonio vitreo.

Il carbonio vitreo (o carbonio vetroso) è un carbonio non grafitico che combina le proprietà del vetro e della ceramica con quelle della grafite.
Le proprietà più importanti sono la resistenza ad alte temperature, la durezza (valore 7 nella scala di Mohs), l'elevata resistenza ad agenti chimici, l'impermeabilità a gas e liquidi, bassa densità, bassa resistenza elettrica e basso coefficiente di attrito.

Il carbonio vitreo è largamente usato come materiale per elettrodi in elettrochimica, per crogioli resistenti alle alte temperature e come componente nella realizzazione di protesi. Con questo materiale si possono realizzare oggetti di varie forme, dimensioni e sezioni.

## Produzione

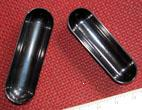
Crogioli in carbonio vitreo.

Il carbonio vitreo fu ottenuto casualmente per la prima volta a metà degli anni 1950 nei laboratori della The Carborundum Company, a Manchester, nel Regno Unito da Bernard Refern usando un nastro adesivo a base cellulosica come materiale di partenza. La preparazione del carbonio vitreo sottopone i precursori organici a una serie di trattamenti termici a temperature superiori ai 3000 °C.
Tale materiale fu a lungo sotto investigazione per componenti per sistemi di detonazione nucleare e alcuni iniziali brevetti che proteggevano il materiale (per interessi di sicurezza nazionale) furono declassificati a metà degli anni '60. Con questo materiale furono prodotti alcuni crogioli caratterizzati dall'elevata resistenza alle alte temperature.

## Struttura
La struttura del carbonio vitreo è stato a lungo materia di dibattito. 
I primi modelli assumevano che gli atomi coinvolti esibissero sia legami con strutture elettroniche sp2 che sp3, mentre attualmente è stato appurato che il carbonio vitreo è completamente in configurazione sp2.
Ricerche più recenti hanno suggerito che tale materiale abbia una struttura relazionata con i fullereni.
Dal punto di vista strutturale il carbonio vitreo presenta una forma a nastri intrecciati come mostrato in figura al lato.
Il carbonio vitreo non va confuso con il carbonio amorfo, come dichiara la IUPAC: il carbonio con caratteristiche vitree non può essere descritto come carbonio amorfo in quanto consiste di elementi a struttura bidimensionale e non esibisce legami di valenza non saturati.
Il carbonio vitreo è soggetto a una frattura di tipo concoide.

## Caratteristiche

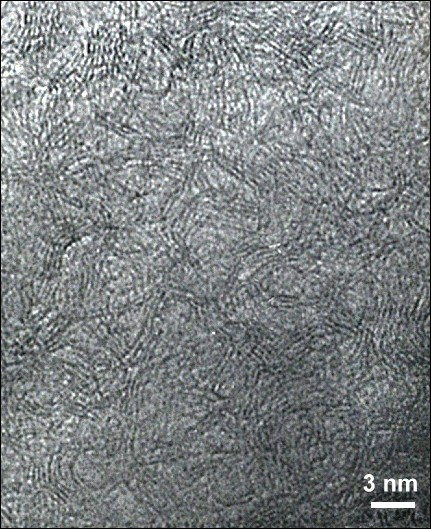
Vista del carbonio vitreo al Microscopio elettronico a trasmissione.

Il carbonio vitreo presenta una resistenza ad alte temperature sotto gas, vuoto o gas protettivi fino a 3000 °C, una estrema resistenza alla corrosione e impermeabilità a gas e liquidi, nessuna bagnatura nella fusione, elevata durezza e rigidità, bassa densità, alta qualità di superficie, bassa espansione termica, elevata resistenza a termoshock, buona conduttività elettrica, isotropia delle caratteristiche fisiche e chimiche e biocompatibilità.

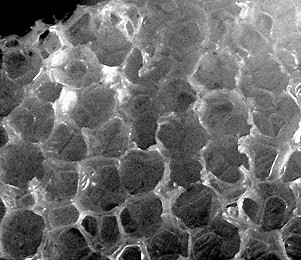
Modello della microstruttura del carbonio vitreo.

La ripresa al microscopio elettronico a trasmissione (TEM) mostra cristalli grafitici, che circondano piccoli pori dall'ampiezza di 1 nm.
Il MET ritrae solo piani grafitici che si trovano orientati nella direzione del fascio di elettroni.
Il modello a sinistra illustra la microstruttura del carbonio vitreo. Le connessioni consistono in grafite cristallina con strati delle dimensioni di 4-10 fogli grafitici. Diverso il caso del carbone attivo i cui pori non sono legati l'un l'altro, per cui questo materiale non presenta porosità o la diffusione delle dimensioni dei pori chiusi è limitata. Le dimensioni sono, dopo la lavorazione, comprese tra 1 e 5 nm. Macroscopicamente il carbonio vitreo appare isotropo. Il modello chiarisce la scarsa densità rispetto alla grafite, l'elevata durezza, la rigidità e l'isotropia del materiale.
La lavorazione meccanica è possibile solo con arnesi metallici molto duri (P10) e macchine senza gioco, ma la lavorazione con dischi taglienti rotanti al contrario è impossibile.

### Proprietà elettrochimiche
Un elettrodo fatto di carbonio vitreo (GCE) in soluzione acquosa è ritenuto un elettrodo inerte per la riduzione dello ione ossonio secondo la reazione:
H3O+(aq) + e- {\displaystyle {\rm {\stackrel {GCE}{\rightleftharpoons }}}} H{\displaystyle \cdot }(aq)   Eo = −2.10 V rispetto a un elettrodo standard ad idrogeno (NHE) a 25 °C
Reazione comparabile su platino:
H3O+(aq) + Pt(s) + e- {\displaystyle \rightleftharpoons } Pt:H(s)   Eo = 0.000 V rispetto a NHE a 25 °C
La differenza di 2.1 V è attribuita alle proprietà del platino che stabilizza il legame covalente Pt-H.